# Zuivelfabriek De Gemeenschap
Zuivelfabriek De Gemeenschap was een zuivelfabriek in het Friese Bontebok.

## Voorgeschiedenis
Een belangrijk neveneffect van de veenontginning was dat de woeste gronden rendabel werden voor de landbouw.
De zandgrond die blootgelegd werd bij het afgraven van de turf, werd vermengd met de bolster. Dit vormde de dalgrond die met goede bemesting redelijk vruchtbaar was. De landbouw kon zich mede hierdoor ontwikkelen tot het belangrijkste bestaansmiddel in deze streek.
De overgang van de turfwinning naar een meer agrarische maatschappij ging geleidelijk. De turfmakers hielden vaak ook wat vee, veelal een schaap of een geit. De geit werd in de 19e eeuw vaak de koe van de arbeider genoemd. Het vee werd door de vrouwen verzorgd. Langzamerhand breidde men de veestapel wat uit, en een enkeling ging over tot de aanschaf van een koe.
Men karnde de melk zelf tot boter. Dit was een precies werkje wat vaak mislukte. Men moest zelf de melk kwijt zien te raken aan particulieren of kleine winkeltjes, dit viel niet altijd mee.
Toen de zuivelfabrieken gesticht werden, kon men daar de melk kwijt. Dit had tot gevolg dat meer arbeiders een koe aanschaften.

## Oprichting
In Bontebok ging men op 25 april 1898 over tot de oprichting van een coöperatieve zuivelfabriek. De aanleiding hiertoe was curieus. In de Hepkema's Courant werd namelijk een advertentie geplaatst met de volgende tekst:
"De veehouders van Katlijk worden ter vergadering opgeroepen (dag en uur) bij den kastelein I. Jelsma te teneinde een bespreking te houden over de eventuele oprichting van een boterfabriek."
De oproep was niet ondertekend. Liefst 50 boeren verschenen op de vergadering. De initiatiefnemer verscheen na lang wachten echter niet. De jongste van de aanwezige boeren, Wietze A. Nijenhuis, verzocht tot tweemaal toe de initiatiefnemer zich kenbaar te maken. Er stond echter niemand op en het zal wel altijd een raadsel blijven wie de advertentie heeft geplaatst.
Door middel van briefjes werd toen uitgemaakt wie de leiding van de vergadering moest hebben. Nijenhuis werd gekozen tot voorzitter en secretaris.
Er werd een onderzoek ingesteld naar de haalbaarheid. Ondanks de aanwezigheid van particuliere fabrieken in Langezwaag, Bovenknijpe, 't Meer en Mildam, besloot men toch een coöperatieve zuivelfabriek te stichten. Op 25 april 1898 werd de oprichtingsakte getekend door 68 leden, met samen zo'n 500 koeien. Als vestigingsplaats koos men voor Bontebok, omdat dit gunstig lag aan de vaart. Zodoende kon men de melk gemakkelijk aanvoeren. Het werd de eerste coöperatieve zuivelfabriek in de wijde omtrek. Er werd eerst alleen boter geproduceerd.

## Productie
In 1910 werd op kosten van de coöperatie de modderreed verhard vanaf de weg in Katlijk naar de fabriek. Door de verbeterde ligging van de fabriek en diverse verbouwingen en modernisering van de productie steeg het aantal leden en de productie enorm.
In 1938 had men 270 leden en werd er boter, kaas en melkpoeder bereid in een voor die tijd hypermoderne fabriek.
De aanvoer van de melk in 1898/99 was 1.220.326 kg. In 1938 was dit gestegen tot 7.708.019 kg.

## Sluiting
Tot het vieren van het eeuwfeest kwam het echter niet. Op 11 mei 1966 ging de fabriek dicht. Men sloot zich aan bij een zuivelcoöperatie in Wolvega. Het fabrieksgebouw is onlangs gesloopt en heeft plaatsgemaakt voor woningbouw.